# Berberis lepidifolia
Berberis lepidifolia är en berberisväxtart som beskrevs av Ahrendt. Berberis lepidifolia ingår i släktet berberisar, och familjen berberisväxter. Inga underarter finns listade i Catalogue of Life.